# Chlamydopsis kununurra
Chlamydopsis kununurra är en skalbaggsart som beskrevs av Michael S. Caterino 2003. Chlamydopsis kununurra ingår i släktet Chlamydopsis och familjen stumpbaggar. Inga underarter finns listade i Catalogue of Life.